# Världsmästerskapen i bågskytte 1973
Världsmästerskapen i bågskytte 1973 arrangerades i Grenoble i Frankrike mellan den 23 och 29 juli 1973.

## Medaljsummering

### Recurve
| Event                          | Guld                                                            | Silver                                                       | Brons                                                       |
| Herrarnas individuella tävling | Victor Sidoruk (URS)                                            | Kyösti Laasonen (FIN)                                        | Stephen Lieberman (USA)                                     |
| Damernas individuella tävling  | Linda Myers (USA)                                               | Valentina Kovpan (URS)                                       | Emma Gaptjenko (URS)                                        |
| Herrarnas lag                  | USA Stephen Lieberman Edwin Murray Eliason Larry Smith          | Sovjetunionen Victor Sidoruk Alexandr Panzjin Alexandr Aulov | Finland Kyösti Laasonen Aaro Myllymaki Emiel Vercaigne      |
| Damernas lag                   | Sovjetunionen Valentina Kovpan Emma Gaptjenko Keto Lossaberidze | USA Linda Myers Doreen Wilber Debbie Green                   | Storbritannien Pauline Edwards Barbara Strickland Pam White |

### Medaljtabell
| Pl. | Nation         | Guld | Silver | Brons | Totalt |
| --- | -------------- | ---- | ------ | ----- | ------ |
| 1   | Sovjetunionen  | 2    | 2      | 1     | 5      |
| 2   | USA            | 2    | 1      | 1     | 4      |
| 3   | Finland        | -    | 1      | 1     | 2      |
| 4   | Storbritannien | -    | -      | 1     | 1      |